# Mean Well
Mean Well – firma produkująca zasilacze standardowe. Została założona w 1982 na Tajwanie. W swoim asortymencie posiada rozwiązania z zakresu układów stało- i zmiennoprądowych oraz zasilania awaryjnego oraz zasilacze stosowane w automatyce przemysłowej, telekomunikacji czy w oświetleniu LED.

## Historia firmy
- 1982 – założenie firmy, wyprodukowanie zasilacza impulsowego kompatybilnego z Apple II
- 1984 – wyprodukowanie zasilacza impulsowego kompatybilnego z IBM PC
- 1986 – wyprodukowano przemysłowe zasilacze impulsowe
- 1991 – przeniesienie produkcji do Hsin Chuang factory
- 1992 – wdrożenie systemu (MIS)
- 1993 – wdrożenie systemu (TQM), otworzenie fabryki w Guangzhou
- 1994 – Uzyskanie certyfikatu ISO 9001
- 1995 – wdrożenie produktów zgodnych z deklaracja CE
- 1998 – założenie firmy „Powernex Corp.” w celu działalności dystrybucyjnej
- 1999 – założenie „MEAN WELL USA INC.” we Fremont, CA
- 2002 – przeniesienie do nowego budynku MeanWell
- 2004 – podwyżka kapitału o 100 milionów NTD do 600 milionów, wdrożenie produkcji bezołowiowej, uzyskanie zgodności RoHS
- 2005 – wdrożono system ERP
- 2006 – otwarto „MEAN WELL EUROPE B.V.” w Amsterdamie, otwarto drugą fabrykę w Chinach
- 2007 – fabryka w Guangzhou uzyskała certyfikat ISO 9001

## Nagrody
- 2010 – Taiwan Superior Brand Awarded
- 2011 – Taiwan Excellence Product Awarded (HLG series)
- 2012 – Taiwan Superior Brand Awarded (LPF series)
- New Taipei City Outstanding Enterprise: CSR Award
- TAITRONICS Technology Innovation Award (HVG(C)-150  Series)

## Oddziały
Aktualnie firma posiada 5 oddziałów:
- Tajwan,
- Chiny – Guangzhou,
- USA,
- Chiny – Suzhou,
- Europa.

|                           | Tajwan  | Chiny – Guangzhou | USA  | Chiny – Suzhou | Europa |
| ------------------------- | ------- | ----------------- | ---- | -------------- | ------ |
| Rok zał.:                 | 1982    | 1993              | 1999 | 2006           | 2006   |
| Zatrudnienie:             | 320     | 850               | 16   | 850            | 21     |
| Produkcja: [szt./miesiac] | 300 000 | 1 200 000         | –    | 1 200 000      | –      |